# Отмар Хицфелд
Отмар Хицфелд (на немски: Ottmar Hitzfeld) е бивш германски футболист, понастоящем треньор по футбол. Роден е на 12 януари 1949 г. в Льорах, провинция Баден-Вюртемберг, Германия.

## Кариера

### Състезателна кариера
Започва кариерата си като футболист в долните дивизии на германското първенство. Играе в тимовете на „Щетен“ и „Льорах“, след това преминава в елитния швейцарски ФК Базел. Става шампион на страната за 1972 и 1973 г.
През 1975 година преминава в Щутгарт, където остава три сезона и поставя рекорд в Бундеслигата като отбелязва 6 гола в един мач. Впоследствие се връща в Швейцария. Преминава през ФК Лугано и ФК Люцерн, там и завършва и футболната си кариера.

### Треньорска кариера
През 1983 г. започва като треньор в скромния швейцарски клуб ФК Цуг, където остава една година и вкарва отбора в елита. През 1984 година приема офертата на ФК Аарау, където остава 4 години. С този отбор печели и първия си трофей като старши треньор – Купата на Швейцария през 1988 г.
През 1988 г. застава начело на Грасхопер. За три години в отбора от Цюрих печели 4 трофея – две купи на страната и две шампионски титли.
През 1991 г. Хицфелд получава оферта от Борусия Дортмунд. Още в първия си сезон извежда отбора до сребърните медали и място в европейските турнири. Достига финала за Купата на УЕФА, но губи от Ювентус.
През 1995 година Борусия печели титлата в Бундеслигата. На следващата година отборът отново защитава трофея. Големият триумф на Хицфелд идва през 1997 година, когато, макар да завършват трети в първенството, „жълто-черните“ се класират за Шампионската лига. Отборът е сензация в лигата и стига до финал, отново срещу Ювентус. В състава на „старата госпожа“ личат имената на Зинедин Зидан, Дидие Дешам и Кристиан Виери, Борусия побеждава с 3:1 и за първи път в историята си става европейски шампион, а Хитцфелд е награден с отличието „Най-добър треньор в света за годината“. През 1998 година Отмар приема отправената от Байерн Мюнхен оферта.
В края на първия си сезон начело на тима Отмар печели първенството и стига до финал за Купата на Германия. Хицфелд е начело на тима по време на драматичния финал в Шампионската лига с Манчестър Юнайтед, който баварците губят в последните секунди на мача. През следващия сезон Байерн печели дубъл в Германия и достига полуфиналите в Шампионската лига.
През сезон 2000/01 Хицфелд извежда Байерн до трета поредна титла в Германия и този път в Шампионската лига след победа над Валенсия.
По този начин Хицфелд става вторият треньор в историята след Ернст Хапел, който печели КЕШ с два различни отбора. Завоюва и Междуконтиненталната купа след победа над Бока Хуниорс и за втори път става „Най-добър треньор в света за годината“.
В следващите три сезона Байерн не показва добри игри и макар да печели дубъл през сезон 2002/03, Хицфелд не съумява да запази поста си и договорът му с клуба е прекратен.
На 1 февруари 2007 г. отново поема изпадналия в криза Байерн, за да спаси сезона и да класира отбора за Шампионската лига, но поради слабите резултати е уволнен.
След края на Европейското първенство по футбол 2008 Хицфелд поема националния отбор на Швейцария, като подписва договор за две години.

## Успехи
Състезател
- 2 пъти шампион на Швейцария (ФК Базел 1972 и 1973)
- Купа на Швейцария (ФК Базел 1975)
- Голмайстор на Швейцарското първенство – 1973 – 18 гола

Треньор
- 3 Купи на Швейцария (ФК Аарау 1985; Грасхопър 1989 и 1990)
- 2 пъти шампион на Швейцария (Грасхопър 1990 и 1991)
- 7 пъти шампион на Германия (Борусия Дортмунд 1995 и 1996;Байерн Мюнхен 1999, 2000, 2001, 2003 и 2008)
- 3 Купа на Германия (Байерн Мюнхен 2000, 2003 и 2008)
- 2 Шампионска лига (Борусия Дортмунд – 1997; Байерн Мюнхен – 2001)
- Междуконтинентална Купа Байерн Мюнхен – 2001
- 2 пъти Най-добър треньор в света за годината (1997 и 2001)